# برونو ایرلس
برونو ایرلس (انگلیسی: Bruno Irles؛ زادهٔ ۱۶ اوت ۱۹۷۵) بازیکن فوتبال اهل فرانسه است.
از باشگاه‌هایی که در آن بازی کرده‌است می‌توان به باشگاه فوتبال موناکو اشاره کرد.
وی همچنین در تیم ملی فوتبال France U21 بازی کرده‌است.